# Unisport Bafang
Unisport Football Club de Bafang – kameruński klub piłkarski, grający w Première Division, mający siedzibę  w mieście Bafang.

## Historia
Klub został założony w 1959 roku. W 1996 roku klub po raz pierwszy w swojej historii wywalczył mistrzostwo Kamerunu. W 2000 roku po raz pierwszy w historii awansował do finału Pucharu Kamerunu, jednak przegrał w nim 0:1 z Kumbo Strikers. W 2005 roku w finale tego pucharu uległ 0:1 Impôts FC, a w 2011 roku w serii rzutów karnych przegrał z Coton Sport FC (0:3, w meczu 0:0). W 2012 roku Unisport grał w finale po raz czwarty i tym razem wygrał go - 2:0 z New Star FC.

## Stadion
Domowe mecze klub rozgrywa na stadionie o nazwie Stade Municipal w Bafang, który może pomieścić 5000 widzów.

## Sukcesy
- Première Division:

mistrzostwo (1): 1996
- Puchar Kamerunu:

zwycięstwo (1): 2012
finalista (3): 2000, 2005, 2011

## Występy w afrykańskich pucharach
| Sezon | Rozgrywki           | Runda       | Kraj                     | Klub                      | Dom | Wyjazd | Dwumecz      |
| ----- | ------------------- | ----------- | ------------------------ | ------------------------- | --- | ------ | ------------ |
| 1994  | Puchar CAF          | 1           | Togo                     | Gomido FC                 | 3–0 | 0–0    | 3–0          |
| 1994  | Puchar CAF          | 2           | Sierra Leone             | Diamond Stars FC          | 2–0 | 2–1    | 4–1          |
| 1996  | Puchar CAF          | 1           | Gabon                    | FC 105 Libreville         | 4–0 | 0–0    | 4–0          |
| 1996  | Puchar CAF          | 2           | Nigeria                  | Enugu Rangers             | 1–1 | 1–0    | 2–1          |
| 1996  | Puchar CAF          | ćwierćfinał | Tunezja                  | Étoile Sportive du Sahel  | 1–0 | 1–4    | 2–4          |
| 1997  | Liga Mistrzów       | 1           | Kongo                    | Munisport de Pointe-Noire | 2–0 | 0–2    | 2–2 (k. 5–4) |
| 1997  | Liga Mistrzów       | 2           | Mozambik                 | Ferroviário Maputo        | 1–0 | 1–4    | 2–4          |
| 2012  | Puchar Konfederacji | wstępna     | Wybrzeże Kości Słoniowej | Séwé Sport San-Pédro      | 0–0 | 1–0    | 1–0          |
| 2012  | Puchar Konfederacji | 1           | Nigeria                  | Heartland FC              | 0–0 | 1–2    | 1–2          |
| 2013  | Puchar Konfederacji | wstępna     | Mali                     | US Bougouni               | 0–1 | 0–2    | 0–3          |
| 2015  | Puchar Konfederacji | wstępna     | Senegal                  | Olympique de Ngor         | 1–0 | 1–3    | 2–3          |

## Reprezentanci kraju grający w klubie
Stan na wrzesień 2016.
| - Kostka Atanga Effa - Gérard Bakindé - Valentin Biloa - Joël Boheu - Serge Branco - Bonaventure Djonkep - Bertin Ebanga - Charles Eloundou - Christopher Mendouga - Rostand Moukap | - Marcelin Ngando - Alex Nganou - Aaron Nguimbat - Jonathan Ngwem - Alphonse Tchami - Parfait Tchoubia - Ahmat Evariste Medego - Sylvain Ndoubam - Boris Sandjo |